# Кампо-де-Дарока

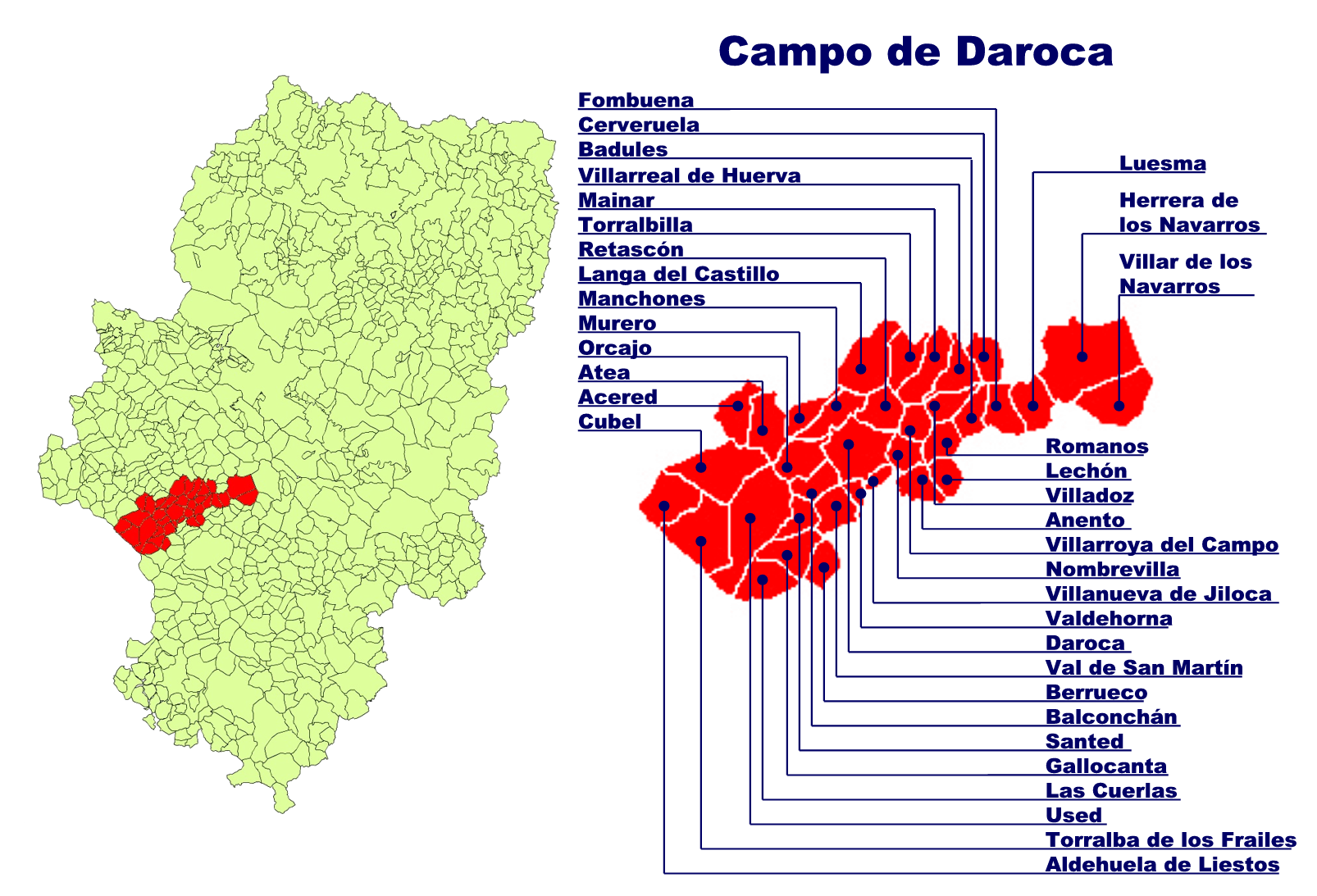

Кампо-де-Дарока (исп. и араг. Campo de Daroca) — район (комарка) в Испании, входит в провинцию Сарагоса в составе автономного сообщества Арагон.

## Муниципалитеты
1. Асеред
2. Альдеуэла-де-Льестос
3. Аненто
4. Атеа (Сарагоса)
5. Бадулес
6. Балькончан
7. Берруэко
8. Серверуэла
9. Кубель
10. Лас-Куэрлас
11. Дарока
12. Фомбуэна
13. Гальоканта
14. Эррера-де-лос-Наваррос
15. Ланга-дель-Кастильо
16. Лечон
17. Луэсма
18. Майнар
19. Манчонес
20. Муреро
21. Номбревилья
22. Оркахо
23. Ретаскон
24. Романос
25. Сантед
26. Торральба-де-лос-Фрайлес
27. Торральбилья
28. Усед
29. Вальдеорна
30. Валь-де-Сан-Мартин
31. Вильядос
32. Вильянуэва-де-Хилока
33. Вильяр-де-лос-Наваррос
34. Вильярреаль-де-Уэрва
35. Вильярройя-дель-Кампо